# مقاطعة تستر
مقاطعة تستر (بالفارسية: شهرستان شوشتر) هي إحدى مقاطعات إيران وتقع في محافظة خوزستان. مدينة تستر هي عاصمة هذه المقاطعة. حسب إحصاءات المركز الرسمي للإحصاءات الإيرانية في 2006 كان يسكن مقاطعة تستر 182,282 شخص وكان عدد المساكن 37,656 مسكن. تنقسم هذه المقاطعة لناحيتين: الناحية المركزية وناحية شادروان. للمقاطعة مدينة واحدة وهي تستر.